# Hayanari Shimoda
Hayanari Shimoda (Japans: 下田隼成, Shimoda Hayanari) (Tokio, 16 juli 1984) is een Japans autocoureur.
Zijn carrière startte in 1997 in het karting en ging in 2001 naar de Italiaanse Formule Renault. In 2002 ging hij racen in de Japanse GT en invalraces in zowel de Eurocup Formule Renault 2.0 en het Formule Renault BARC.
Een volledig seizoen in de Formule Renault V6 Eurocup volgde in 2003, net als een deel van het seizoen in het World Sportscar Championship en een race in de American Le Mans Series. Hij bleef in 2004 in de V6 Eurocup en reed ook in de Le Mans Series.
Shimoda had een contract om voor het Super Nova Racing-team te rijden in de GP2, maar op het laatste moment werd hij vervangen door Adam Carroll.
Hij finishte als 3e in het Le Mans Series LMP1-kampioenschap voor het team Zytek en hij won de 1000 kilometer van de Nürburgring.
In 2005 won hij het Monterey Sports Car Championships, de laatste race van het seizoen in de American Le Mans Series. Hij reed samen met Tom Chilton in een Zytek 04S LMP1 prototype.
Hij nam ook deel in de A1GP voor A1 Team Japan voor de eerste keer op het Eastern Creek Circuit in november 2005 en had geluk om een spectaculaire crash alleen met een hersenschudding te overleven. Hij had ook een crash in de ronde in Mexico, waar de auto's onder een gele vlag de pitstraat in gingen en Shimoda's auto gelanceerd werd na een botsing met de auto van A1 Team Nieuw-Zeeland. Hij had geen verwondingen.
In 2006 reed hij in de Formule Renault 3.5 Series voor het team Victory Engineering.

## A1GP resultaten
| Jaar    | Inschrijving  | 1       | 2       | 3       | 4       | 5       | 6       | 7          | 8          | 9          | 10         | 11         | 12         | 13      | 14      | 15        | 16         | 17         | 18         | 19      | 20      | 21      | 22      | Rang | Punten |
| ------- | ------------- | ------- | ------- | ------- | ------- | ------- | ------- | ---------- | ---------- | ---------- | ---------- | ---------- | ---------- | ------- | ------- | --------- | ---------- | ---------- | ---------- | ------- | ------- | ------- | ------- | ---- | ------ |
| 2005-06 | A1 Team Japan | GBR SPR | GBR FEA | GER SPR | GER FEA | POR SPR | POR FEA | AUS SPR 18 | AUS FEA NF | MAL SPR 14 | MAL FEA 13 | UAE SPR 14 | UAE FEA 15 | RSA SPR | RSA FEA | IND SPR 9 | IND FEA NF | MEX SPR NF | MEX FEA NF | USA SPR | USA FEA | CHN SPR | CHN FEA | 21   | 8      |